# Cyx roddi
Cyx roddi är en tvåvingeart som först beskrevs av Paramonov 1950.  Cyx roddi ingår i släktet Cyx och familjen svävflugor. Inga underarter finns listade i Catalogue of Life.